# Oddballs (serie de televisión)
Oddballs (Bichos raros en el doblaje latinoamericano) es una serie de televisión de transmisión de comedia animada creada por James Rallison y Ethan Banville, basada en el canal de YouTube de Rallison, TheOdd1sOut. Producida por Atomic Cartoons y Netflix Animation, la serie se estrenó en 2022 en Netflix.

## Premisa
Oddballs sigue a James, un joven con forma de burbuja, cuyas observaciones sobre la vida alimentan sus diatribas cómicas sobre las molestias cotidianas y las eleva a alturas ridículamente absurdas. Junto con sus mejores amigos Max (un cocodrilo parlante) y Echo (una chica que dice ser del futuro), los ridículos planes de James para cuestionar las normas a menudo resultan en desastres.

## Reparto de voz
- James Rallison como James. (En español latinoamericano: Emilio Treviño)
- Julian Gant como Max. (En español latinoamericano: Alejandro Orozco)
- Kimberly Brooks como Echo. (En español latinoamericano: Jocelyn Robles)
- Gary Anthony Williams como el Señor McMosca. (En español latinoamericano: Manuel Campuzano)

## Producción
Los creadores Rallison y Banville lanzaron la serie a Netflix a principios de 2020, y el servicio retomó la serie en agosto de ese año. Según Rallison, toda la producción de la serie se realizó de forma remota, en medio del bloqueo de los estudios durante la pandemia de COVID-19 en los Estados Unidos.
Rallison anunció la serie en un vídeo de YouTube el 23 de junio de 2022, y reveló que el programa se estrenaría más adelante en el año.

## Lista de episodios

### Temporada 1
- 1. La crianza
- 2. Teléfono Descompuesto
- 3. Buscados
- 4. La espera... Desespera
- 5. El niño con dos cerebros
- 6. El antitranspirante emotivo
- 7. Tras las líneas amienemigas
- 8. El club de la pelea de almohadas
- 9. El nene de la abuela
- 10. Excusa de sangre
- 11. Mi pobre angelito... y compañía
- 12. Clonación de dinosaurios

### Temporada 2
- 13. El Show no debe continuar
- 14. Alianza
- 15. Transporte Escolar
- 16. Cambio de Cuerpos
- 17. Clase de Actuación
- 18. Una cuestión de moral
- 19. El Alcalde Max
- 20. La Despedida